# San Fermín Marathon
La San Fermín Marathon (Por motivos de patrocinio EDP San Fermín Marathon) es una competición atlética celebrada en Pamplona desde el año 2014 en los días previos a las Fiestas de San Fermín.
La carrera cuenta todos años con la participación de corredores de diversos países, y es una de las maratones más relevantes en la Comunidad Foral junto con la Medio Maratón Zubiri-Pamplona, Medio Maratón Ciudad de Tudela, Maratón Vía Verde del Plazaola y la Media Maratón Camino de Santiago Los Arcos - Viana.

## Características[5]

### Modalidades
La competición tiene cinco tipos de carreras:
- 5 kilómetros.
- 10 kilómetros.
- 21 kilómetros.
- 42 kilómetros.
- 42 kilómetros (relevos).

### Recorrido
El recorrido tiene lugar por las calles de la capital navarra.

### Participación
Esta carrera acoge a 2500 corredores.

### Premios y distinciones[11]
Los tres primeros y tres primeras en cada distancia en categoría absoluta recibe un trofeo. La competición no tiene premios en metálico.
El club con mayor número de participantes recibe una distinción.